# تشارلي غيسنر
تشارلي غيسنر (بالإنجليزية: Charlie Gessner)‏ هو لاعب كرة قاعدة أمريكي، ولد في ديسمبر 1863 في فيلادلفيا في الولايات المتحدة، وتوفي في 25 مايو 1922 في واشنطن العاصمة في الولايات المتحدة.

## وصلات خارجية
- تشارلي غيسنر على موقعبيزبول رفرنس.كوم (الدوري الرئيسي) (الإنجليزية)
- تشارلي غيسنر على موقعبيزبول رفرنس.كوم (الدوري الثانوي) (الإنجليزية)